# Mauro Bonanni
Mauro Bonanni (Roma, 23 agosto 1948 – Roma, 11 giugno 2022) è stato un montatore italiano.

## Biografia
Nato a Roma, iniziò la sua esperienza nel montaggio ancora giovanissimo, lavorando al film Il cavaliere inesistente di Pino Zac (1969).
Collaborò con Alejandro Jodorowski per Santa Sangre (1989) e Il ladro dell'arcobaleno (1990). In un'intervista rilasciata nel 2015, Bonanni raccontò come il suo incontro con Jodorowski fosse stato inaspettato e casuale .
Fu abituale collaboratore di Stelvio Massi e Pasquale Squitieri. Lavorò invece assiduamente con Angelo Longoni. Montò inoltre due dei tre film diretti dal regista Claudio Caligari (scomparso prematuramente nel 2015): L'odore della notte (1998) e Non essere cattivo (2015).
È morto l'11 giugno 2022, dopo una lunga malattia.

## Filmografia parziale

### Cinema
- Il cavaliere inesistente, regia di Pino Zac (1970)
- Bella di giorno moglie di notte, regia di Nello Rossati (1971)
- Le notti peccaminose di Pietro l'Aretino, regia di Manlio Scarpelli (1972)
- La gatta in calore, regia di Nello Rossati (1972)
- Macrò - Giuda uccide il venerdì (Giuda uccide il venerdì), regia di Stelvio Massi (1974)
- Squadra volante, regia di Stelvio Massi (1974)
- 5 donne per l'assassino, regia di Stelvio Massi (1974)
- L'ambizioso, regia di Pasquale Squitieri (1975)
- Mark il poliziotto, regia di Stelvio Massi (1975)
- Mark il poliziotto spara per primo, regia di Stelvio Massi (1975)
- Quel movimento che mi piace tanto, regia di Franco Rossetti (1976)
- La legge violenta della squadra anticrimine, regia di Stelvio Massi (1976)
- Mark colpisce ancora, regia di Stelvio Massi (1976)
- Il conto è chiuso, regia di Stelvio Massi (1976)
- La banda del trucido, regia di Stelvio Massi (1977)
- Poliziotto sprint, regia di Stelvio Massi (1977)
- Poliziotto senza paura, regia di Stelvio Massi (1978)
- Corleone, regia di Pasquale Squitieri (1978)
- Un poliziotto scomodo, regia di Stelvio Massi (1978)
- Il commissario di ferro, regia di Stelvio Massi (1978)
- Il mondo porno di due sorelle, regia di Franco Rossetti (1978)
- Sbirro, la tua legge è lenta... la mia... no!, regia di Stelvio Massi (1979)
- Chiedo asilo, regia di Marco Ferreri (1979)
- Ciao cialtroni!, regia di Danilo Massi (1979)
- Speed Cross, regia di Stelvio Massi (1979)
- Razza selvaggia, regia di Pasquale Squitieri (1979)
- Poliziotto - Solitudine e rabbia, regia di Stelvio Massi (1980)
- Le segrete esperienze di Luca e Fanny, regia di Bob Ghisais e Gérard Loubeau (1980)
- Le foto di Gioia, regia di Lamberto Bava (1987)
- Santa Sangre, regia di Alejandro Jodorowsky (1989)
- Il ladro dell'arcobaleno, regia di Alejandro Jodorowsky (1990)
- Viaggio d'amore, regia di Ottavio Fabbri (1990)
- Le buttane, regia di Aurelio Grimaldi (1994)
- Nerolio, regia di Aurelio Grimaldi (1996)
- Il bagno turco , regia di Ferzan Özpetek (1997)
- L'odore della notte, regia di Claudio Caligari (1998)
- Frigidaire - Il film, regia di Giorgio Fabris (1998)
- Libero Burro, regia di Sergio Castellitto (1999)
- Maldamore, regia di Angelo Longoni (2014)
- Non essere cattivo, regia di Claudio Caligari (2015)